# Harald Suchard
Harald Suchard (* 26. November 1976 in Eisenstadt) ist ein ehemaliger österreichischer Fußballspieler und nunmehriger -trainer.

## Karriere

### Als Spieler
Suchard begann seine Fußballerkarriere beim SV Rohrbach in seinem Heimatland Burgenland. 1991 kam er in die Südstadt zum FC Admira/Wacker, für den er 1994 erstmals in der Bundesliga spielte. Zwischen 1995 und 1996 spielte er eineinhalb Jahre für den SV Stockerau, ehe er zur Admira zurückkehrte. Er stieg 1998 mit den Mödlingern ab und 2000 wieder in die höchste Liga auf. 2005, nach dem erneuten Abstieg der Mödlinger in die zweite Liga, wechselte Suchard zur zweitklassigen Zweitmannschaft des FK Austria Wien. Er war dort ein Erfahrener der jungen Garde und Kapitän und hatte einen Vertrag bis Ende der Saison 2007/08. Nach dem Auslaufen seines Vertrags wechselte Suchard in die niederösterreichische Landesliga zum 1. SC Sollenau, mit dem er in der Saison 2009/10 Meister wurde und in die Regionalliga Ost aufstieg. Ab der Saison 2010/2011 spielte er beim SC Leopoldsdorf in der 1. Klasse Ost, mit dem er in die Gebietsliga aufstieg. Nach der Saison 2011/12 beendete er seine Karriere als Aktiver.

### Als Trainer
Im Frühjahr 2009 stieg Suchard ins Trainergeschäft ein und arbeitete als Co-Trainer der U-19-Mannschaft in der Akademie des FC Admira Wacker Mödling, wo er auch gleichzeitig den Spielbetrieb der Akademie leitete. Ab der Saison 2010/11 war er Cheftrainer der U-15-Mannschaft und ab der Saison 2011/12 Cheftrainer der U-16-Mannschaft. Von 2013 bis 2014 trainierte er wieder die U-15, zudem leitete er von September 2013 bis Juni 2017 die Nachwuchsakademie der Admira.
Ab September 2017 trainierte er die U-16-Mannschaft in der Akademie des SK Rapid Wien. Zur Saison 2019/20 wurde er Trainer der zweitklassigen Zweitmannschaft des FK Austria Wien, bei dem er einen bis Juni 2023 laufenden Vertrag erhielt. Mit den Violets stieg er 2023 aus der 2. Liga ab. Nach seinem Vertragsende verließ er die Austria-Reserve daraufhin nach der Saison 2022/23, was bereits vor dem Abstieg im Mai 2023 feststand. Am 30. Juni 2023 gab Admira/Wacker bekannt, dass Harald Suchard als U18 Trainer zur Admira zurückkommt.

## Erfolge als Spieler
- Meister der Ersten Division mit Admira Wacker: 2000
- Meister der Regionalliga Ost mit Stockerau: 1996
- Meister der niederösterreichischen Landesliga mit Sollenau: 2010
- Meister der 1. Klasse Ost mit Leopoldsdorf: 2011